# سنای ازبکستان
سنا (به ازبکی: Сенат) مجلس علیای جمهوری ازبکستان است.

## ترکیب بندی
مجلس سنا از ۱۰۰ عضو تشکیل شده‌است:
- ۸۴ سناتور منتخب
- ۱۶ سناتور توسط رئیس‌جمهور منصوب شدند.

## انتخابات
سناتورها به‌طور غیرمستقیم توسط یک کالج انتخاباتی متشکل از اعضای شوراهای محلی انتخاب می‌شوند که ۱۴ منطقه کشور متشکل از ۱۲ استان به اضافه پایتخت تاشکند و جمهوری نیمه خودمختار قره‌قالپاقستان هر کدام سناتورهایی را برای پر کردن ۶ کرسی انتخاب می‌کنند. سناتورها ۵ سال خدمت می‌کنند.

## رؤسای مجلس سنای ازبکستان
| نام              | دوره زمانی                     | یادداشت |
| ---------------- | ------------------------------ | ------- |
| مراد شریفخجایف   | ۲۷ ژانویه ۲۰۰۵ – ۲۴ فوریه ۲۰۰۶ | [ ۲ ]   |
| ایلگیزار صابیروف | ۲۴ فوریه ۲۰۰۶ – ۲۲ ژانویه ۲۰۱۵ | [ ۲ ]   |
| نعمت‌الله یولداشف | ۲۲ ژانویه ۲۰۱۵ – ۲۱ ژوئن ۲۰۱۹  | [ ۱ ]   |
| تانزیلا نورباوا  | ۲۱ ژوئن ۲۰۱۹ – در حال حاضر     |         |